# Galactomannane
Galactomannane (oder Galaktomannane) sind Stärke-ähnliche Substanzen aus verzweigten Kohlenhydrat-Ketten. Die Hauptkette besteht dabei aus Mannose, wobei in verschiedenen Abständen kurze Seitenketten aus jeweils einem Galactose-Molekül auftreten.

## Struktur
Die Hauptkette des Polysaccharids besteht aus D-Mannose-Einheiten, die analog zur Amylose der Stärke eine helikale Schrauben-Struktur bilden. Die Monomere sind dabei nur β-1,4-glycosidisch verknüpft. In unregelmäßigen Abständen treten Seitenketten aus einzelnen Galactose-Molekülen auf; diese sind α-6,1-glycosidisch an die Mannose gebunden.

## Vorkommen und Bedeutung
Hauptbestandteil der Guarbohne, aus der das Verdickungsmittel Guarkernmehl hergestellt wird, ist ein Galactomannan. Auch Johannisbrotkernmehl aus dem Johannisbrotbaum Ceratonia siliqua enthält das Galactomannan Carubin.
Galactomannane kommen auch in der Zellwand von Aspergillus vor und sind im Blut von Patienten mit invasiver Aspergillose nachweisbar. Es steht unter anderem ein ELISA-Test zum Nachweis von Galactomannanen zur Verfügung, um bei Patienten unter Immunsuppression eine Infektion mit Aspergillus möglichst frühzeitig zu erkennen.
Die Teufelszunge Amorphophallus konjac liefert den Lebensmittelzusatzstoff Konjak (E 425), welches aber primär Glucomannane und keine oder nur geringe Anteile Galactomannane enthält.